# Christus-König-Kirche (Brackenheim)
Koordinaten: 49° 4′ 40,1″ N, 9° 4′ 27,2″ O
Die Christus-König-Kirche in Brackenheim im Landkreis Heilbronn im nördlichen Baden-Württemberg ist eine 1954 erbaute katholische Pfarrkirche. Sie gehört zur Kirchengemeinde St. Michael, Wächter des Zabergäus, im Dekanat Heilbronn-Neckarsulm der Diözese Rottenburg-Stuttgart.

## Geschichte
Brackenheim war seit der Reformation fast rein evangelisch geprägt. Erst durch den Zuzug von katholischen Heimatvertriebenen nach dem Zweiten Weltkrieg bildete sich in Brackenheim und den umliegenden (später teilweise eingemeindeten) Orten eine größere katholische Gemeinde. 1949 gab es in Brackenheim mit seinen heutigen Stadtteilen Dürrenzimmern, Hausen an der Zaber, Meimsheim und Botenheim sowie den Gemeinden des Oberen Zabergäus Güglingen mit den heutigen Stadtteilen Frauenzimmern und Eibensbach, zudem Pfaffenhofen insgesamt 1267 Katholiken, die eine eigene Kirchengemeinde bildeten. 512 dieser Personen waren Sudetendeutsche, weitere 522 Personen waren aus ehemals südostdeutschen Gebieten zugezogen.
Die Gemeinde bekam zunächst die Brackenheimer Johanniskirche für Gottesdienste überlassen und begann unter ihrem ersten Pfarrer Franz Pfeiffer, Mittel für einen eigenen Kirchenbau zu sammeln.

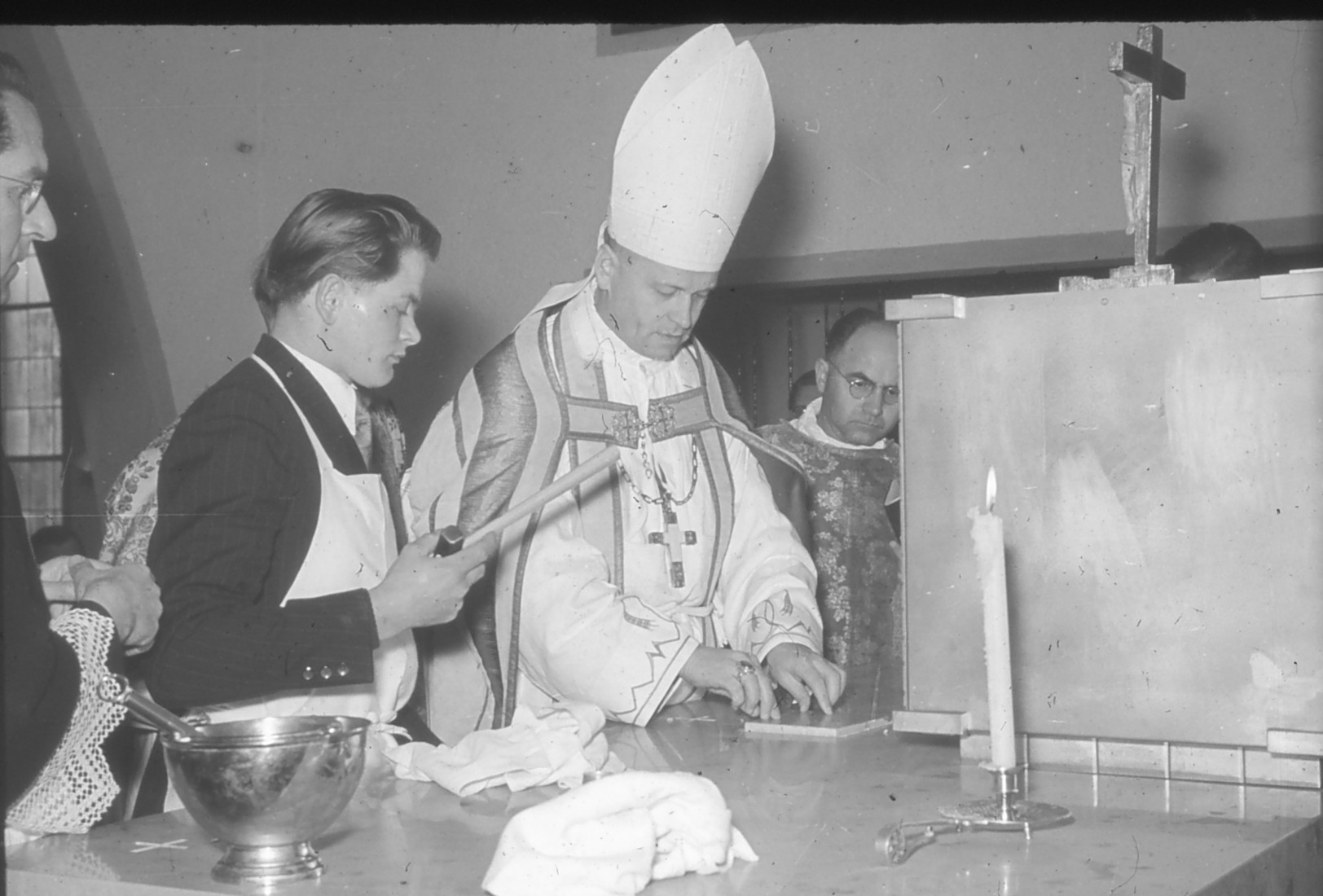
Altarweihe 1954 durch Bischof Carl Joseph Leiprecht

1953 wurde ein Grundstück an der Sattelmayerstraße in Brackenheim erworben, wo 1954 unter dem neuen Pfarrer Ludwig Härle eine neue katholische Kirche erbaut wurde. Die Weihe der Christus-König-Kirche erfolgte am 17. November 1954 durch den Rottenburger Bischof Carl Joseph Leiprecht.
Am 1. Oktober 1955 wurde die Kuratie Brackenheim zur Stadtpfarrei erhoben, zu der neben Brackenheim auch die späteren Stadtteile Botenheim, Meimsheim, Hausen a.d.Z. und Dürrenzimmern zählten.

## Architektur
Die Christus-König-Kirche ist eine einschiffige Hallenkirche. Über dem Kirchenschiff befindet sich eine in vier Streifen aufgeteilte schlichte weiße Spanndeckenkonstruktion. Das Kirchenschiff öffnet sich mit einem Parabelbogen zum Chor, zu dessen Seiten sich eine Sakristei und eine Sakramentskapelle  mit Tabernakel befinden.

## Ausstattung

### 1954 bis 1969

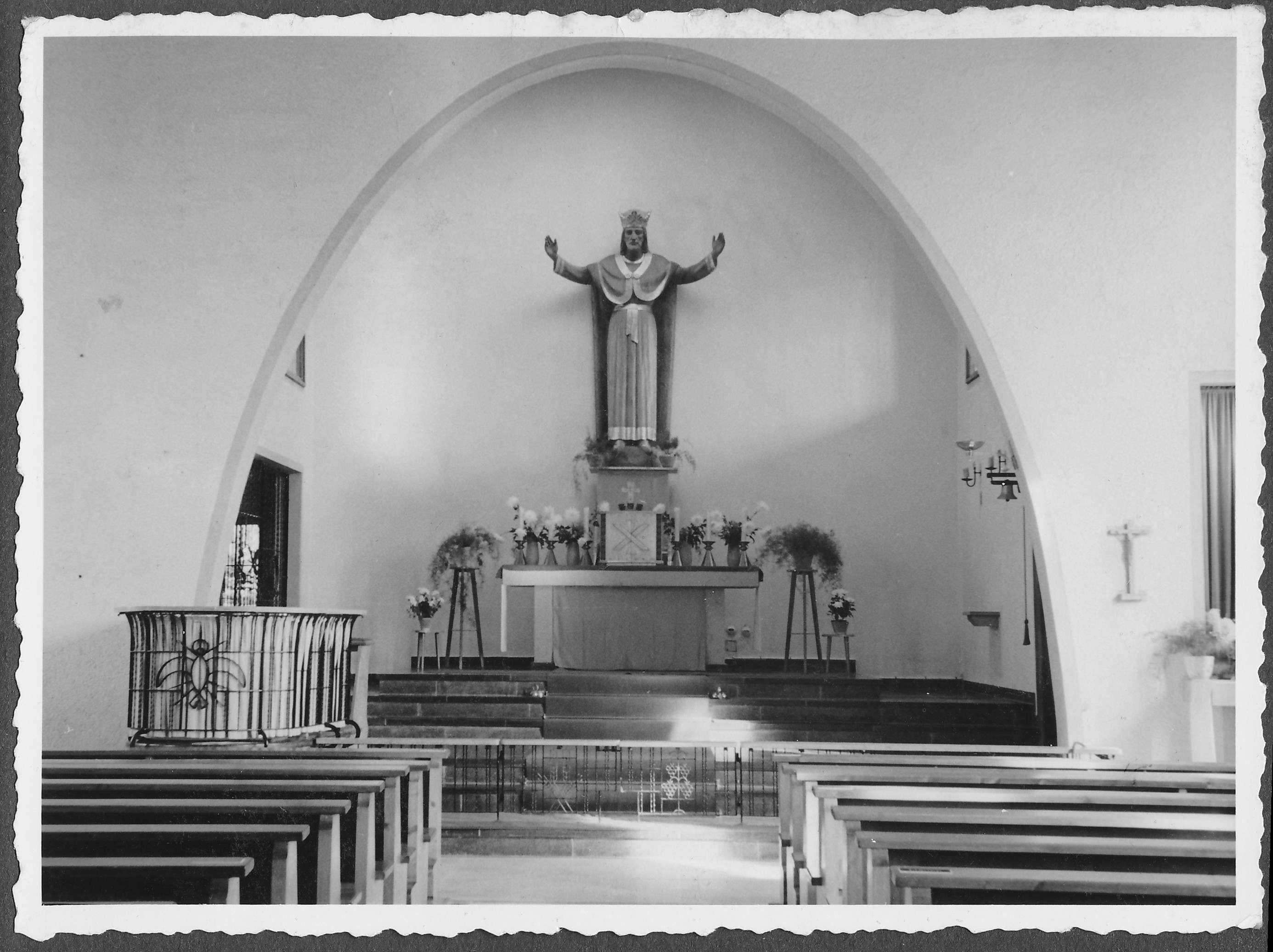
Aufnahme des Altarraums, Ende 1950er-, Anfang 1960er-Jahre

Gemäß den liturgischen Vorgaben vor der Liturgiereform des Zweiten Vatikanischen Konzils hatte die Christus-König-Kirche zunächst ausschließlich einen Hochaltar. In diesem stand zentral der Tabernakel, worüber sich auf einem Sockel die markante Christus-König-Figur erhob. Diese stammt aus dem Rheinland und wurde der Gemeinde 1959 von der Nachbarpfarrei Bönnigheim übergeben. Linkerhand im Altarraum befand sich die Kanzel.
Rechterhand des Altarraums wurde ein Marienaltar mit dem hölzernen Abbild der Schutzmantelmadonna errichtet. Der Holzschnitzer Wolfgang Staudenmayer aus Ludwigsburg schuf die Figur.
Um das Andenken an die Heimat vieler Gemeindemitglieder aufrechtzuerhalten, wurden Abbilder der Heiligen der drei Regionen in der Kirche installiert: Der Heilige Johannes von Nepomuk (Böhmen, Sudetenland), Hedwig von Andechs (Schlesien) und Stephan von Ungarn. Geschaffen hat sie der Kunstmaler Herbert Blaschke.

### Renovierung 1969
Durch die Änderungen im Laufe des Konzils wurde zunächst gegen Ende der 1960er-Jahre ein provisorischer Holzaltar aufgestellt, der 1969 durch einen Steinaltar ersetzt wurde, wofür drei Stufen des Altarraums abgebaut wurden. Im Zuge der Innenrenovierung wurde der Tabernakel auf die rechte Seite versetzt, wofür die dort stehende Marienstatue auf die linke Seite wich. Nachdem der Altarraum gestrichen werden musste, beschloss der Kirchengemeinderat, dass die gesamte Kirche neu gestrichen wird.

### Renovierung 1987
Im Mai 1987 erfolgte eine umfassende Innenrenovierung, bei der neben der Erneuerung der Heizung und der Isolierung der Innenwände auch einige liturgische Orte verändert wurden. Ein neuer Ambo aus Bronze und neue Sedilien hielten Einzug in die Kirche. Zudem wurde der Altar verkleinert und ein neuer Tabernakel installiert. Des Weiteren wurde der Beichtstuhl entfernt; dafür wurde an dieser Stelle ein Beichtraum eingerichtet.

### Renovierung 2003/04

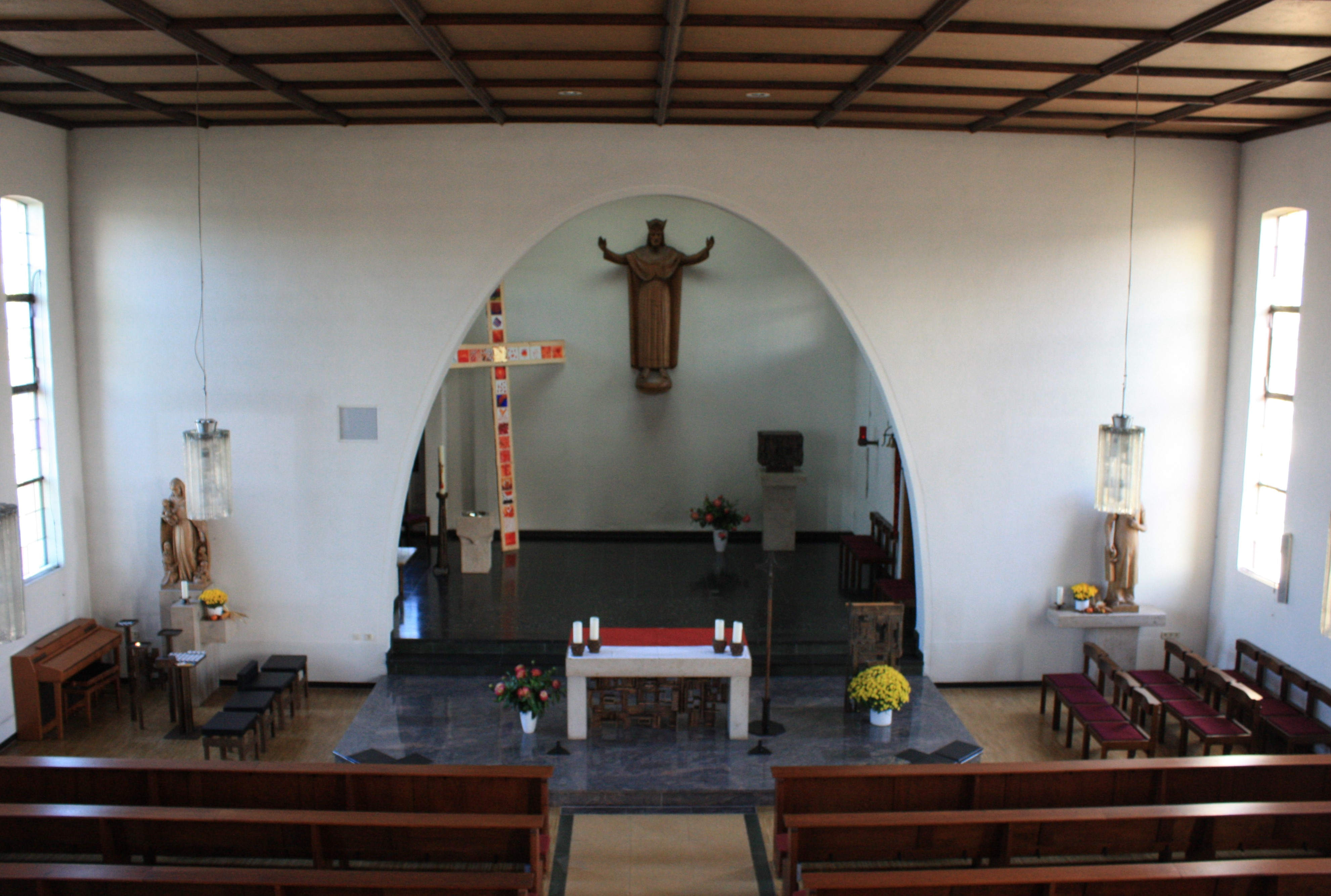
Blick in die Kirche, 2010er-Jahre

Die Kirche erhielt bei dieser Renovierung einen neuen Anstrich. In die bisherige Hohlfläche des Altartischs wurde ein Antemensale im Stile des Ambos und Tabernakels eingesetzt, um die enge Verbindung dieser liturgischen Orte hervorzuheben. Im gleichen Stil wurden die Sedilien gefertigt, um dem Chorraum eine Einheitlichkeit zu verleihen.

### Renovierung 2020/21
In den Jahren 2020 und 2021 wurde die Christus-König-Kirche umfassend renoviert.
Zunächst wurde die vermutlich aus Materialknappheit in den 50er-Jahren unzureichende Bodenplatte ersetzt und so ein stabiles Fundament errichtet. Der Kirchenraum wurde zudem mit einem neuen Boden sowie neuen Bänken und Stühlen aus französischer Eiche ausgestattet.
Nach dem Konzept einer Wegekirche wurden die liturgischen Orte des Raums auf den Altarraum, der ein einheitliches Niveau erhielt, hin ausgerichtet. Mittig unter dem Parabelbogen befindet sich der Altar, in dessen Achse, mittig im Kirchenschiff, sich der Taufstein befindet. Der Tabernakel fand seinen Platz in einer Art Sakramentskapelle.
Die einheitliche Gestaltung von Taufstein, Altar, Ambo, Tabernakel und Osterkerzenständer prägt den Kirchenraum. Sie wurden vom Steinmetzbetrieb Bernd Dirks aus Billerbeck geschaffen. Alle sind gefertigt aus Baumberger Kalksandstein. Die eingelegten Quarzit-Stein-Bänder sind aus Azul Macaubas, erinnern blau schimmernd an das Wasser der Taufe und bilden ein Tau-Kreuz.
Links und rechts des Chorraums wurden die Marienfigur sowie eine Holzfigur Josefs des Arbeiters platziert.
Des Weiteren wurde rechts der Eingangstür ein „Ort der Trauer“ eingerichtet. Auf 49 Konsolen stehen die Namen der letzten verstorbenen Mitglieder der Kirchengemeinde.

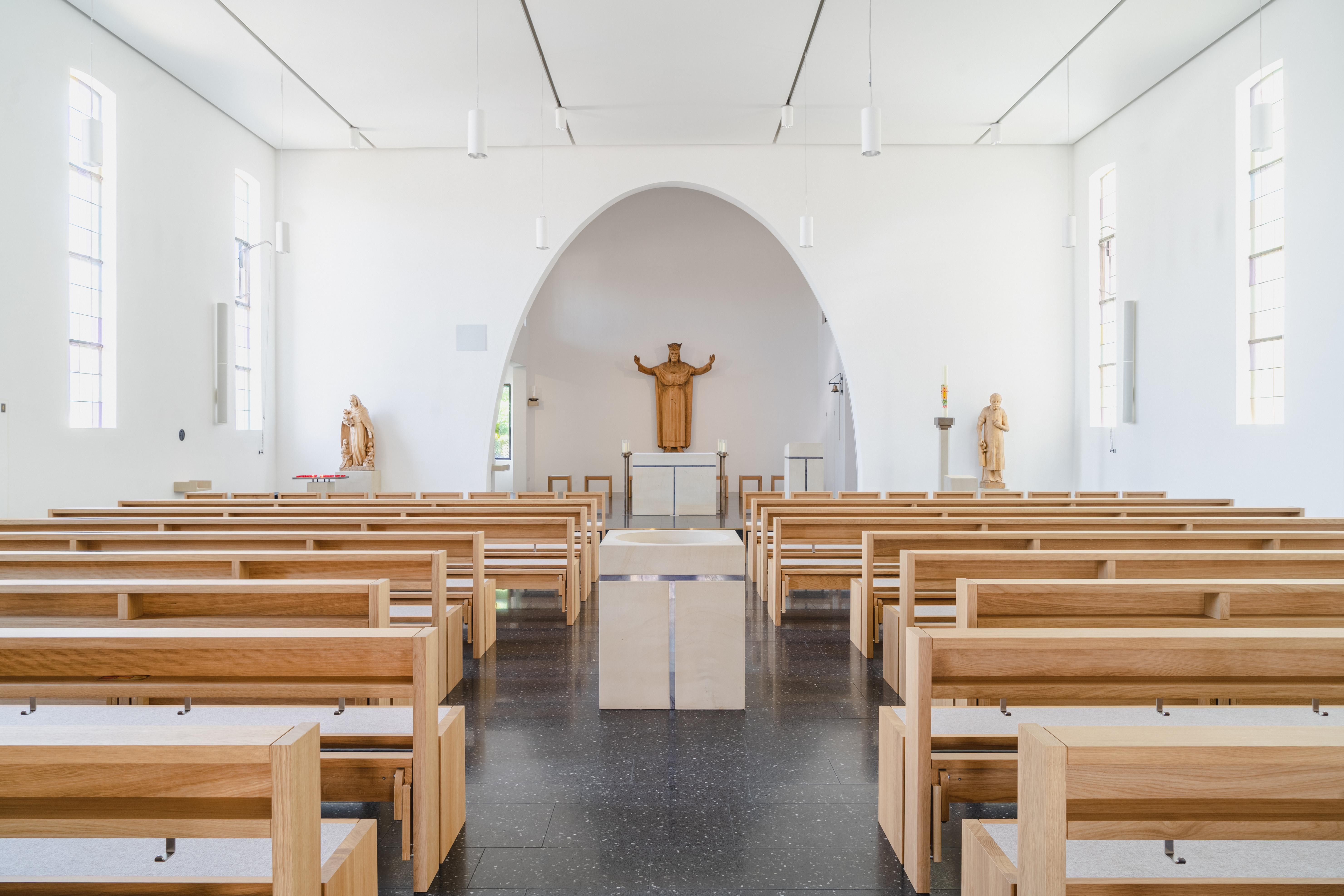
Christus-König-Kirche, nach der Renovierung 2020/21

Weihbischof Thomas Maria Renz weihte am 3. Juli 2021 den Altar und segnete die neu entstandenen liturgischen Orte.

### Glocken
Das Geläut der Christus-König-Kirche bildet das Gloria-Motiv. Die drei Glocken kamen auf sehr unterschiedlichen Wegen nach Brackenheim. 1954, dem Jahr der Einweihung der Kirche, wurden der Gemeinde zwei Glocken vom Bischöflichen Ordinariat in Rottenburg zugewiesen: Die Josephsglocke, die zuvor in Bieringen hing und 1892 gegossen wurde, sowie die Evangelistenglocke aus dem Jahr 1721. Sie war zuvor im Deutschordensmünster Heilbronn nicht mehr in Gebrauch und sollte zunächst an die Augustinuskirche in Heilbronn übergeben werden. Da der damalige Pfarrer diesen Plan ablehnte, kam sie nach Brackenheim.
Das Geläut wurde 1982 um eine dritte Glocke ergänzt. Der Plan, eine vierte Glocke mit Schlagton es2 anfertigen zu lassen, wurde nicht umgesetzt.
| Nr. | Bezeichnung            | Gussjahr | Gießerei und Gussort                | Durchmesser | Masse      | Nominal |
| --- | ---------------------- | -------- | ----------------------------------- | ----------- | ---------- | ------- |
| 1   | Hll. vier Evangelisten | 1727     | Johann Georg Rohr, Heilbronn        | 985 mm      | ca. 550 kg | g1+5    |
| 2   | Franz von Assisi       | 1982     | Glockengießerei Bachert, Kochendorf | 845 mm      | 342 kg     | b1+1    |
| 3   | St. Joseph             | 1892     | Konrad Zoller, Biberach             | 762 mm      | 247 kg     | c2+3    |

## Gebäude und Gemeinde

### Gemeindehaus
Nur wenige hundert Meter von der Kirche entfernt, konnte 1974 ein Gemeindehaus eingeweiht werden. Ein Kindergarten im gleichen Gebäude, den die Stadt Brackenheim 1993 übernahm, wurde bereits 1969 eröffnet. 2012 beendete die Stadt Brackenheim den Kindergartenbetrieb. Um Leerstand zu vermeiden, stellte die Kirchengemeinde in Kooperation mit dem Landratsamt Heilbronn die Räumlichkeiten als Gemeinschaftsunterkunft für Kriegsflüchtlinge aus Syrien und dem Irak zur Verfügung.
2016 beschloss der Kirchengemeinderat, das Grundstück zu verkaufen und ein neues Gemeindezentrum zwischen Kirche und Pfarrhaus zu bauen. Dieses wurde 2017 eingeweiht. Neben einem großen Saal mit Küche befinden sich Büros in der Sattelmayerstraße und Gruppenräume in diesem Gebäude.
Das Grundstück des ehemaligen Gemeindehauses wurde an das Siedlungswerk GmbH mit Sitz in Stuttgart veräußert. Von den 25 entstehenden Wohnungen werden acht als geförderter Mietwohnraum realisiert. Für diese Verpflichtung auf 30 Jahre erließ die Kirchengemeinde einen signifikanten Betrag des Kaufpreises.

### Pfarrhaus
Im Oktober 1984 begann der Bau des Pfarrhauses, der im Sommer 1985 fertiggestellt wurde. Neben der Wohnung des Pfarrers befindet sich dort eine Wohnung für eine Haushälterin sowie das Sekretariat.

### Gruppierungen
Heute existieren in der Kirchengemeinde der 1999 anerkannte DPSG-Pfadfinderstamm Theodor Heuss sowie eine 1961 gegründete Kolpingfamilie.

### Gottesdienst
Jeden Donnerstag um 8 Uhr sowie jeden zweiten Sonntag, im Wechsel mit der Dreifaltigkeitskirche in Güglingen, wird in der Christus-König-Kirche Eucharistie gefeiert.